# 콤프턴 파장
물리학에서 콤프턴 파장(Compton wavelength)은 입자의 양자역학적 특성을 나타내는 지표 가운데 하나이다. 콤프턴 파장은 1920년대 초에 아서 콤프턴에 의해 최초로 관측된 콤프턴 산란을 설명하던 중 도입된 개념이다. 콤프턴 산란 실험의 결과에 의하면 전자에 의해 산란된 광자의 파장은 다음과 같이 변화하게 된다.
{\displaystyle \lambda '-\lambda ={\frac {h}{m_{e}c}}(1-\cos {\theta }),}
여기에서
λ: 입사 하는 빛의 파장,
λ′: 산란된 빛의 파장,
h: 플랑크 상수,
me: 전자의 질량,
c: 빛의 속도,
θ: 산란된 빛의 각도.
이 때 물리량 h/mec이 전자의 콤프턴 파장이다. 즉, 콤프턴 파장은 물질에 따라 다른 물리량이다.

## 의미
전자의 콤프턴 파장을 안다면 입사한 광자가 전자에 의해서 파장이 얼마나 변할 수 있는지 그 범위를 가늠할 수 있다. 파장 변화가 코사인 함수에 의존하므로 이를 감안하면 산란각이 180도일 때 파장 변화가 최대임을 알 수 있고, 전자의 콤프턴 파장값이 약 2.426pm으로 알려져 있으므로, 전자에 의한 파장 변화는 최대 4.852pm까지 일어날 수 있다. 이 때, 질량을 가지는 기본입자들을 모두 따져본다면 전자의 질량이 가장 작다. 따라서 전자에 의한 콤프턴 효과에서 최대의 파장 변화를 볼 수 있으리라는 것을 확인할 수 있다. 전자보다 무거운 다른 입자들과의 산란에서는 콤프턴 파장이 작아짐에 따라 전자에 비해 상대적으로 작은 파장 변화를 볼 수 있을 것이다.